# 若鯱家

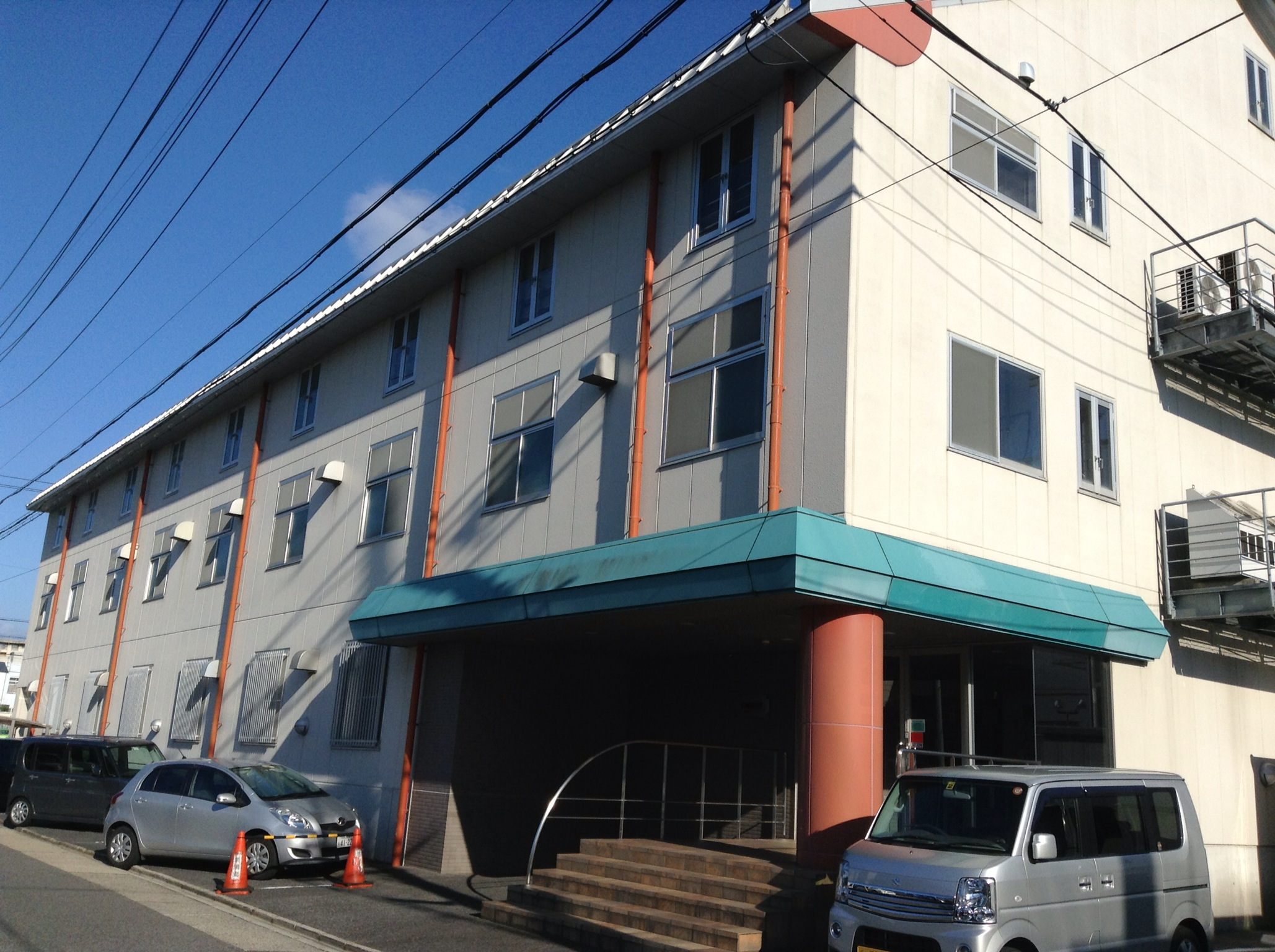
愛知県名古屋市北区大野町にある若鯱家本部

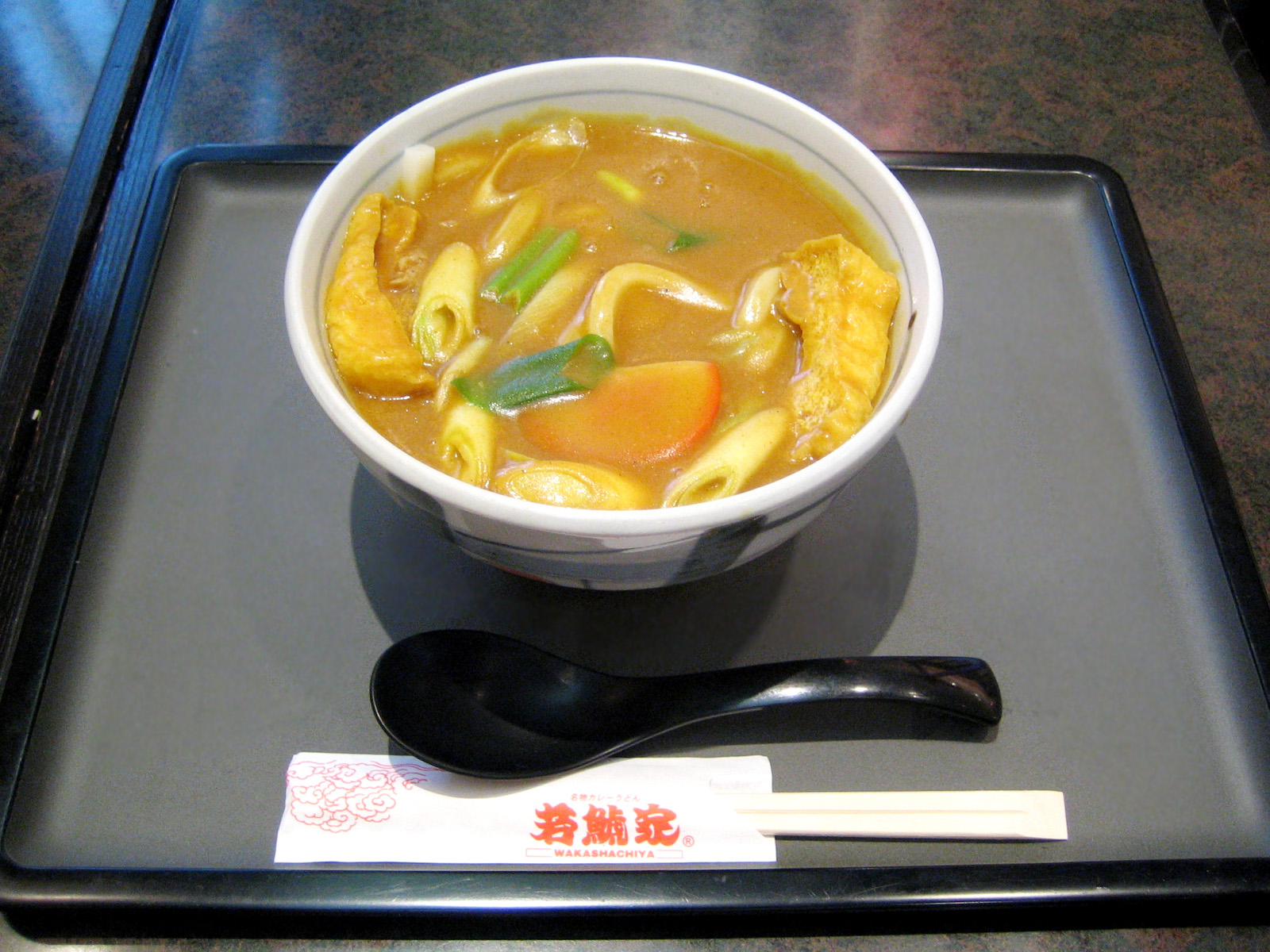
若鯱家のカレーうどん

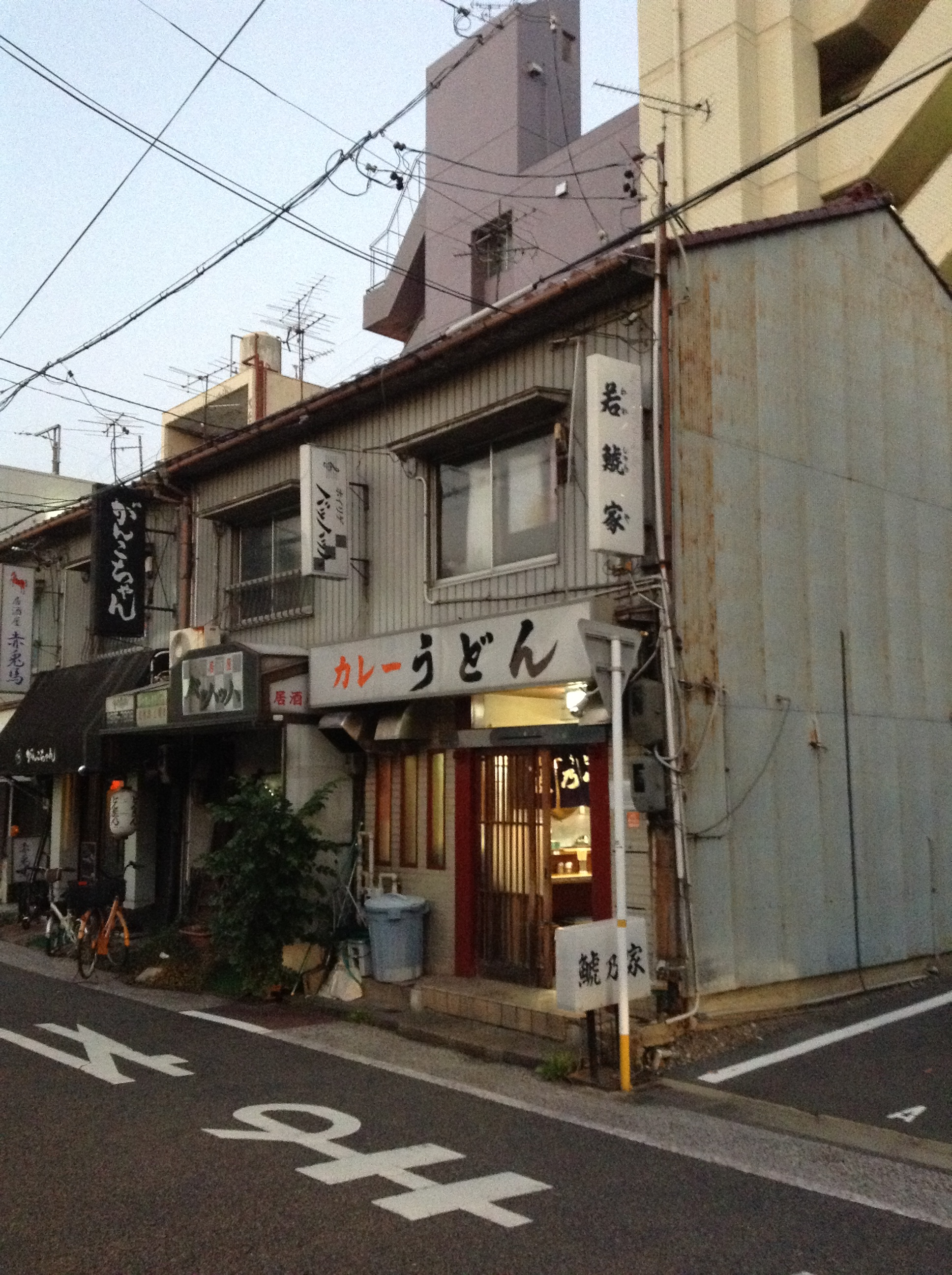
「本店 鯱乃家」

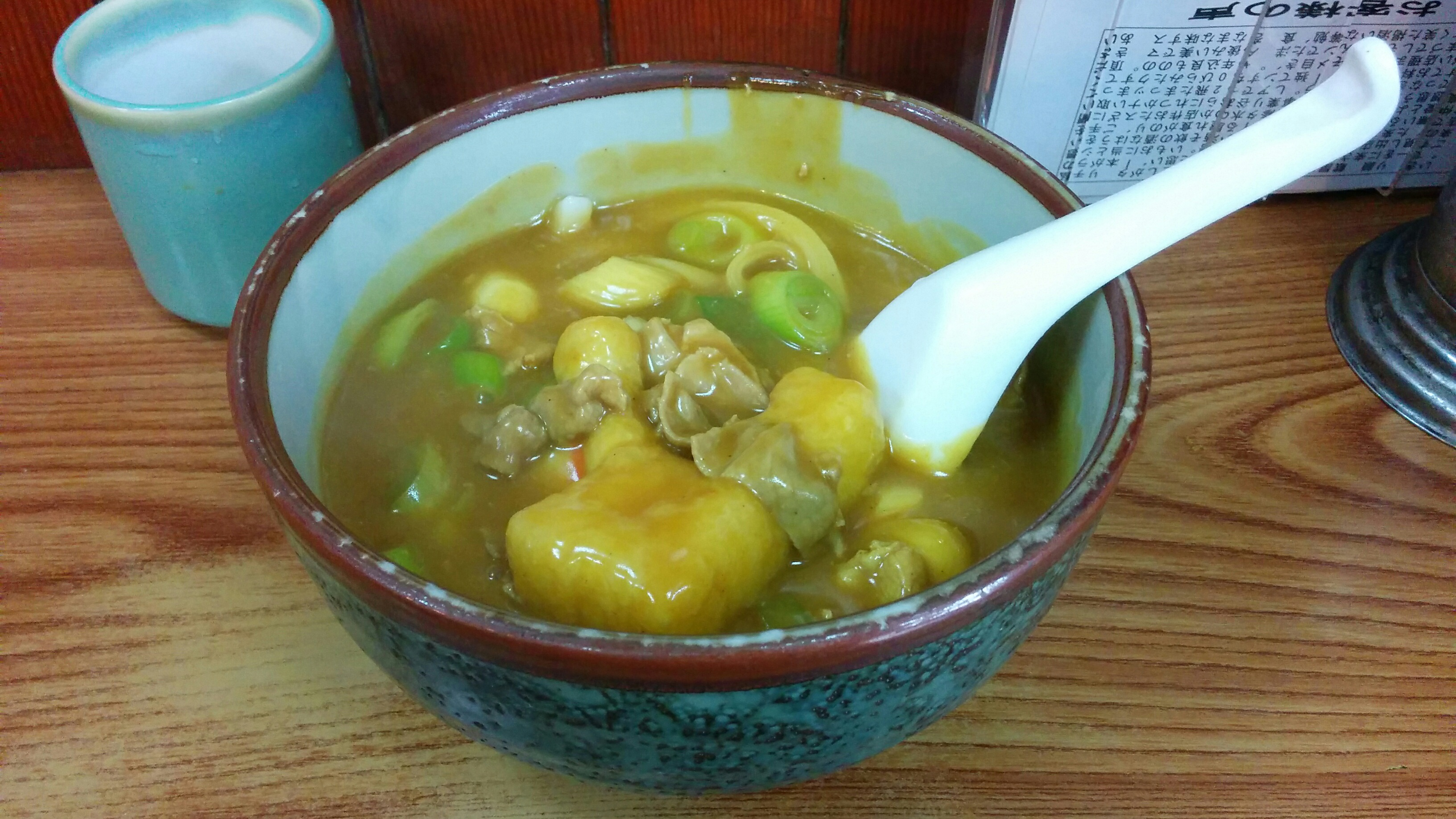
「本店 鯱乃家」のカレーうどん

株式会社若鯱家（わかしゃちや、英: Wakashachiya Co,. Ltd.）は、日本の愛知県名古屋市に本社を置く、名古屋カレーうどんを主力商品とする飲食店チェーンである。

## 概要
起源となる店舗は黒川（当時の黒川本店、現在は「本店 鯱乃家」と屋号を変えて営業。詳細は後述）にあり、繁盛店として知られるとともに名古屋一円のうどん屋の跡取りが修行する店としても有名であった。しかしブランド名の商標登録を行っていなかったことから、同店出身者の一人が同じ名前の「若鯱家」を商標登録し、本店とは無関係に当該名称で1988年（昭和63年）頃から各地にチェーン展開を開始したものである。

## 沿革
- 1987年（昭和62年）9月18日 - 株式会社若鯱家ブラザーズとして設立[2]。
- 1988年（昭和63年）8月30日 - 株式会社若鯱家に商号を変更[2]。
- 2007年（平成19年）2月26日 - シンガポールにWAKASHACHIYA SINGAPORE PTE.LTD. を設立[3]。
- 2010年（平成22年）7月1日 - 関連会社の株式会社ウィル・コーポレーションを吸収合併[2]。

## 主なメニュー
メニューはカレーうどんの他に、うどん、そば、丼物といったものがある。
カレーうどんには、ロースカツ、揚げナス、揚げ餅、エビフライ、チーズ、温野菜、温玉、激辛台湾ミンチなどから好きなものをトッピングできる。
カレーうどん定食には鶏唐揚げ、おろし串カツ、みそ串カツ、ソース串カツの4種類から選べる揚げ物と白御飯と漬物が付く。
うどんとそばには暖かいものと冷たいものがある。
丼物は、カツとじ丼、味噌カツ丼、ねぎとろ丼などがある。

## 店舗展開
路面店はあまり存在せず、ショッピングセンター内への出店が多くを占める。
名古屋近郊を中心に東海地方（ただし静岡県では未出店）に多く展開し、関東にも店舗を持つ。
2025年（令和7年）2月26日現在で国内・海外合わせて40店舗を展開している。
- 東海：32店舗（愛知県：24店舗、岐阜県：4店舗、三重県：4店舗）
- 関東：8店舗（東京都：5店舗、神奈川県：1店舗、埼玉県：2店舗）

## 提供番組
- 東海ラジオ ガッツナイター・ドラヂカラ!!（東海ラジオ）
  - 夕方の番組での交通情報の提供。バックには、若鯱家のCMソングを流す。シーズンオフ時も同じ時間帯で放送する。
- 宮地佑紀生の聞いてみや〜ち（東海ラジオ、2007年（平成19年）10月頃～2012年（平成24年）3月末）
  - 15:40頃のコーナー「ダジャレでみや〜ち」の提供。

## 旧黒川本店系列
2017年（平成29年）現在、旧黒川本店（愛知県名古屋市北区田幡二丁目14番1号、北緯35度11分46.76秒 東経136度54分37.25秒。名古屋市営地下鉄名城線 黒川駅から徒歩で約1分）は、商号を変更して「本店 鯱乃家」として営業している。同店の暖簾分け店は、「若鯱家分家 歩々亭」（愛知県小牧市中央1丁目389、北緯35度17分16.1秒 東経136度55分31.941秒）が存在している。なお、「若鯱家 極楽本店」（愛知県名古屋市名東区極楽三丁目47、北緯35度9分17.933秒 東経136度1分8.429秒）・「若鯱家 清明山店」（愛知県名古屋市千種区上野一丁目7番22号、北緯35度10分54.332秒 東経136度57分1.476秒）・「若鯱家 犬山店」（愛知県犬山市西北野107-8、北緯35度20分3.582秒 東経136度56分58.905秒）が既に閉店している。
本店鯱乃家においても暖簾や路上の看板は鯱乃家だが、2階部分に取り付けられた看板は現在でも「若鯱家」となっている。